# Egestorffdenkmal

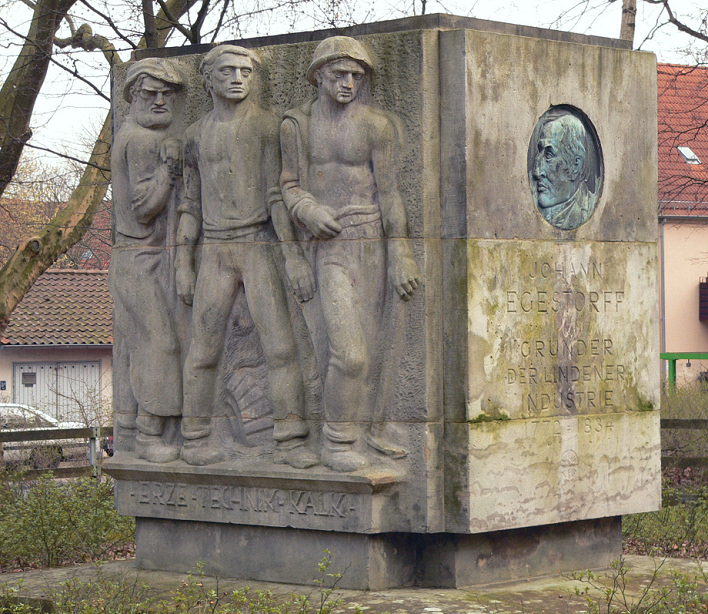
Arbeiter-Figuren „Erze, Technik, Kalk“ und Porträt-Medaillon von Johann Egestorff

Das Egestorffdenkmal in Hannover erinnert seit 1935 an Johann Egestorff, der mit seinen Unternehmen die Grundlage für die Industrialisierung des vormaligen Dorfes Linden und der Stadt Hannover schuf. Das Denkmal steht im Stadtteil Linden-Süd, unterhalb der ehemaligen östlichen Steinbrüche des Lindener Bergs, westlich der Straße Am Spielfelde, nahe dem Lindener Stadion.

## Beschreibung

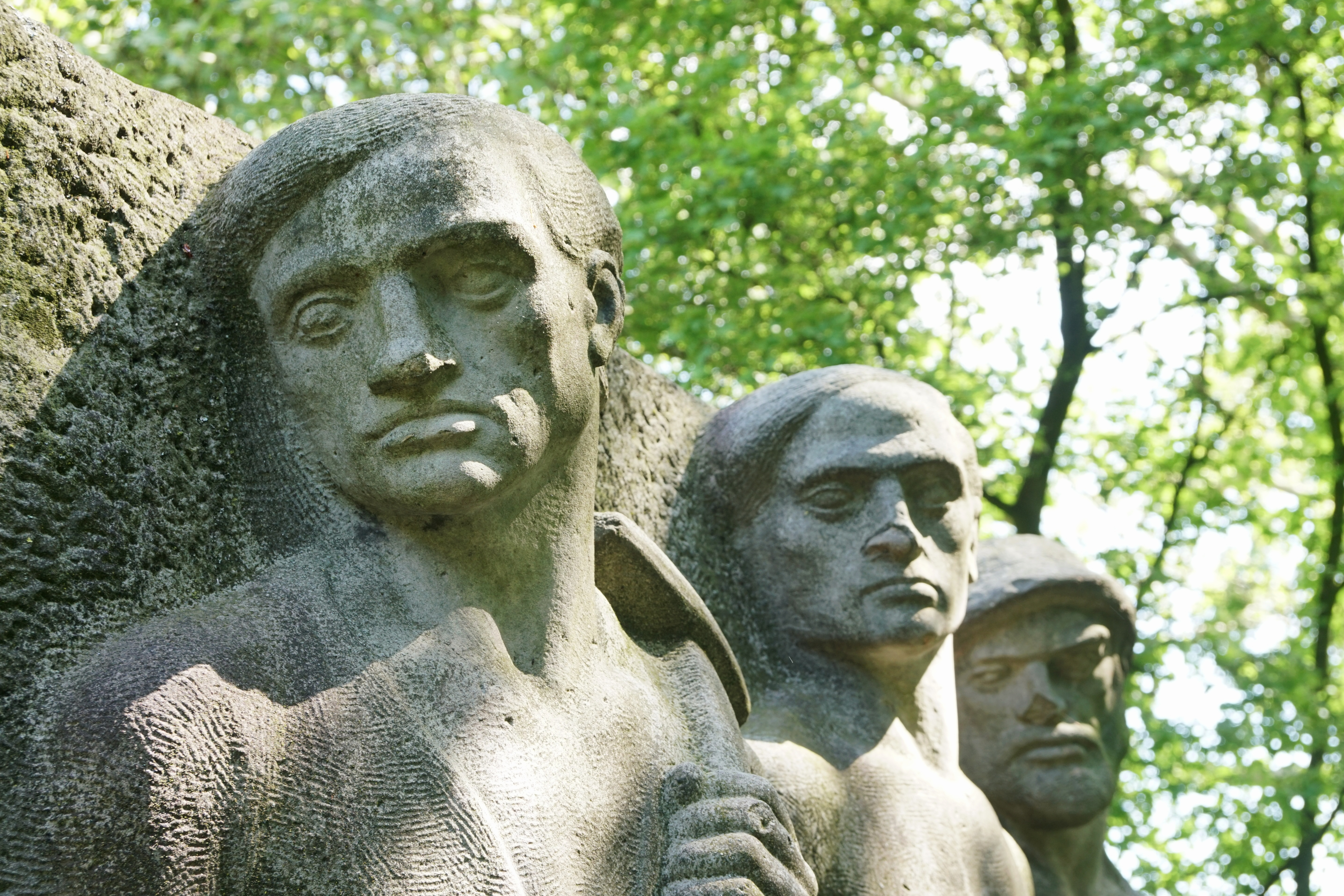

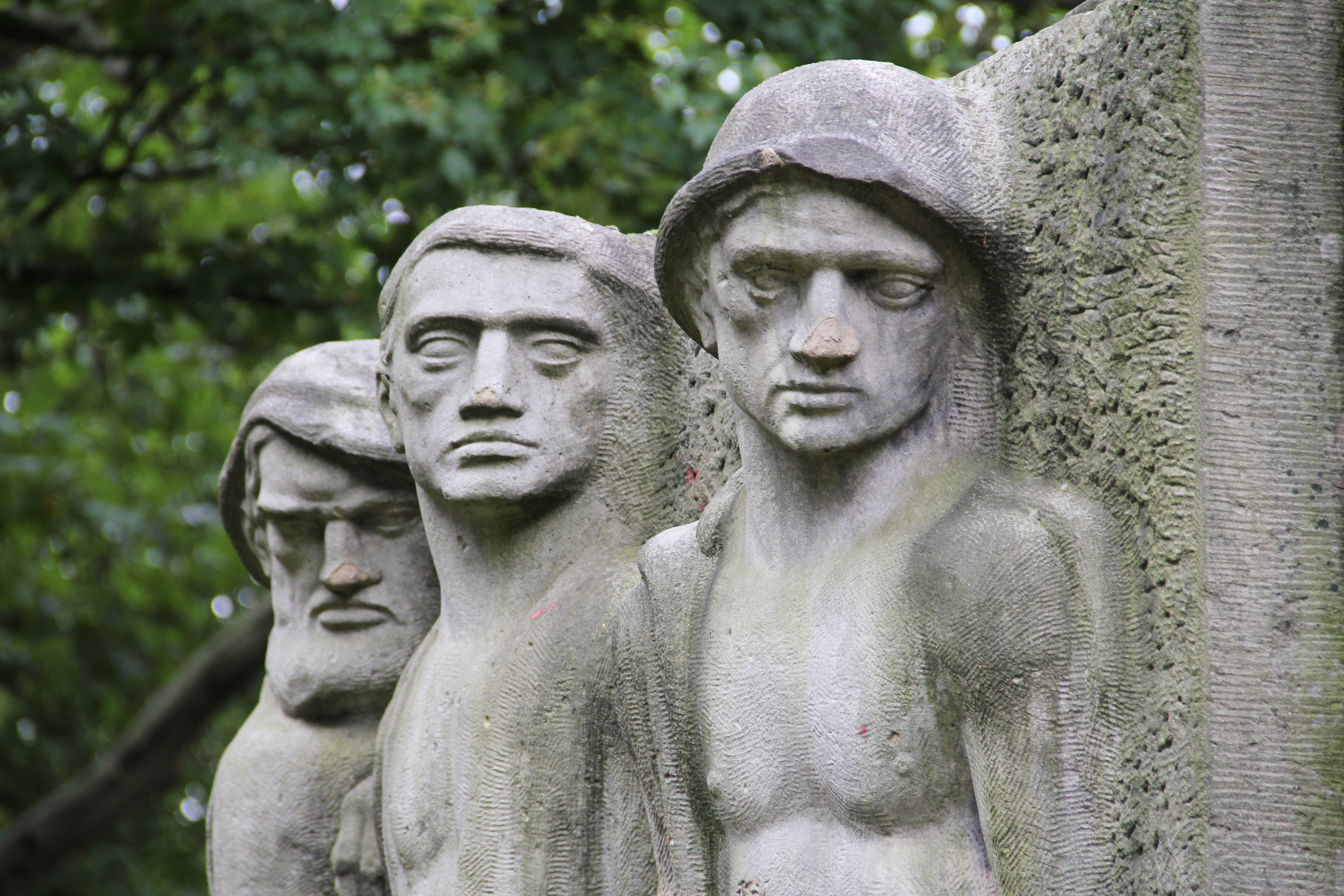

Das Egestorffdenkmal wurde 1935 durch den Bildhauer Georg Herting aus Sandstein errichtet. Der große rechtwinklige Block besteht aus drei horizontal aufeinander geschichteten Teilen. 
An der Westseite ist in den Block ein Relief-Medaillon mit dem Porträt von Egestorff eingelassen, darunter die Inschrift: „Johann Egestorff, Gründer der Lindener Industrie, 1772 – 1834“.
An zwei gegenüberliegenden Seiten trägt der Block Reliefs mit jeweils drei Arbeiter-Figuren, die für die industrielle Förderung und Verwertung von Rohstoffen stehen und durch Inschriften genauer bezeichnet sind: an der Südseite „Eisen – Salz – Kohle“, an der Nordseite „Erze – Technik – Kalk“.
Die Ostseite des Denkmals trägt ein weiteres Relief, einen Bienenkorb (als Symbol des Fleißes) mit der Umschrift „Einigkeit macht stark“ und der darunter platzierten Inschrift „Arbeit bringt Segen, Freude, Ehre, Brot.“
Ebenfalls auf der Ostseite des Blocks ist am Sockel die Künstlersignatur zu finden: „G. Herting Fec. 1935.“